# カリブ海サッカー連合
カリブ海サッカー連合（カリブかいサッカーれんごう、英: Caribbean Football Union）は、北中米カリブ海サッカー連盟（Concacaf）傘下のサッカーの地域連盟である。1978年創設。略称はCFU。
カリブ海地域と、南米サッカー連盟に未加盟である3か国の南アメリカ地域の合計31の国および地域が加盟している。なお、そのうち6の国および地域は国際サッカー連盟（FIFA）に未加盟。

## 加盟国・地域
| - アンギラ - バハマ - イギリス領ヴァージン諸島 - キュラソー - フランス領ギアナ2,3 - ガイアナ2 - マルティニーク3 - セントクリストファー・ネイビス - サン・マルタン3 - トリニダード・トバゴ | - アンティグア・バーブーダ - バルバドス - ケイマン諸島 - ドミニカ国 - グレナダ - ハイチ - モントセラト - セントルシア - シント・マールテン3 - タークス・カイコス諸島 | - アルバ - バミューダ諸島1 - キューバ - ドミニカ共和国 - グアドループ3 - ジャマイカ - プエルトリコ - セントビンセント・グレナディーン - スリナム2 - アメリカ領ヴァージン諸島 - ボネール島4 |

1:北アメリカ地域の国・地域だが、CFUに加盟している。

2:南アメリカ地域の国・地域だが、CFUならびにCONCACAFに加盟している。

3:CONCACAFの正会員だが、FIFAには未加盟。

4:CONCACAFの準会員だが、FIFAには未加盟。

## 主催大会

### ナショナルチーム
- カリビアンカップ - 1989年に創設され、この大会の上位入賞国・地域にCONCACAFゴールドカップ出場権が与えられる。
- 女子カリビアンカップ
- CFU U-20トーナメント
- CFUチャンピオンシップ（廃止）- 1978年から1988年にかけて開催されていた。

### クラブチーム
- CFUクラブチャンピオンシップ - 1997年に創設され、この大会で上位に入ったクラブにはCONCACAFチャンピオンズリーグ出場権が与えられる[注釈 2]。